# Ruta Nacional 141 (Argentina)
La Ruta Nacional 141 es una carretera argentina pavimentada, que se localiza en el sur de la provincia de La Rioja y el sur de la provincia de San Juan. En su recorrido de 204 kilómetros conecta la Ruta Nacional 79 en el km 125 (correspondiente al paraje "El 14", La Rioja) con la Ruta Nacional 20, en el km 546, en las cercanías de la ciudad de Caucete, San Juan.
En el km 180 de esta ruta se localiza el santuario de La Difunta Correa. Además, esta ruta marca el límite sureño de la Reserva de uso múltiple Valle Fértil.
Antiguamente este camino formaba parte de la Ruta Nacional 20.

## Localidades
Las ciudades y localidades por los que pasa esta ruta de este a oeste son los siguientes (los cascos de población con menos de 5.000 habitantes figuran en itálica).

### Provincia de La Rioja

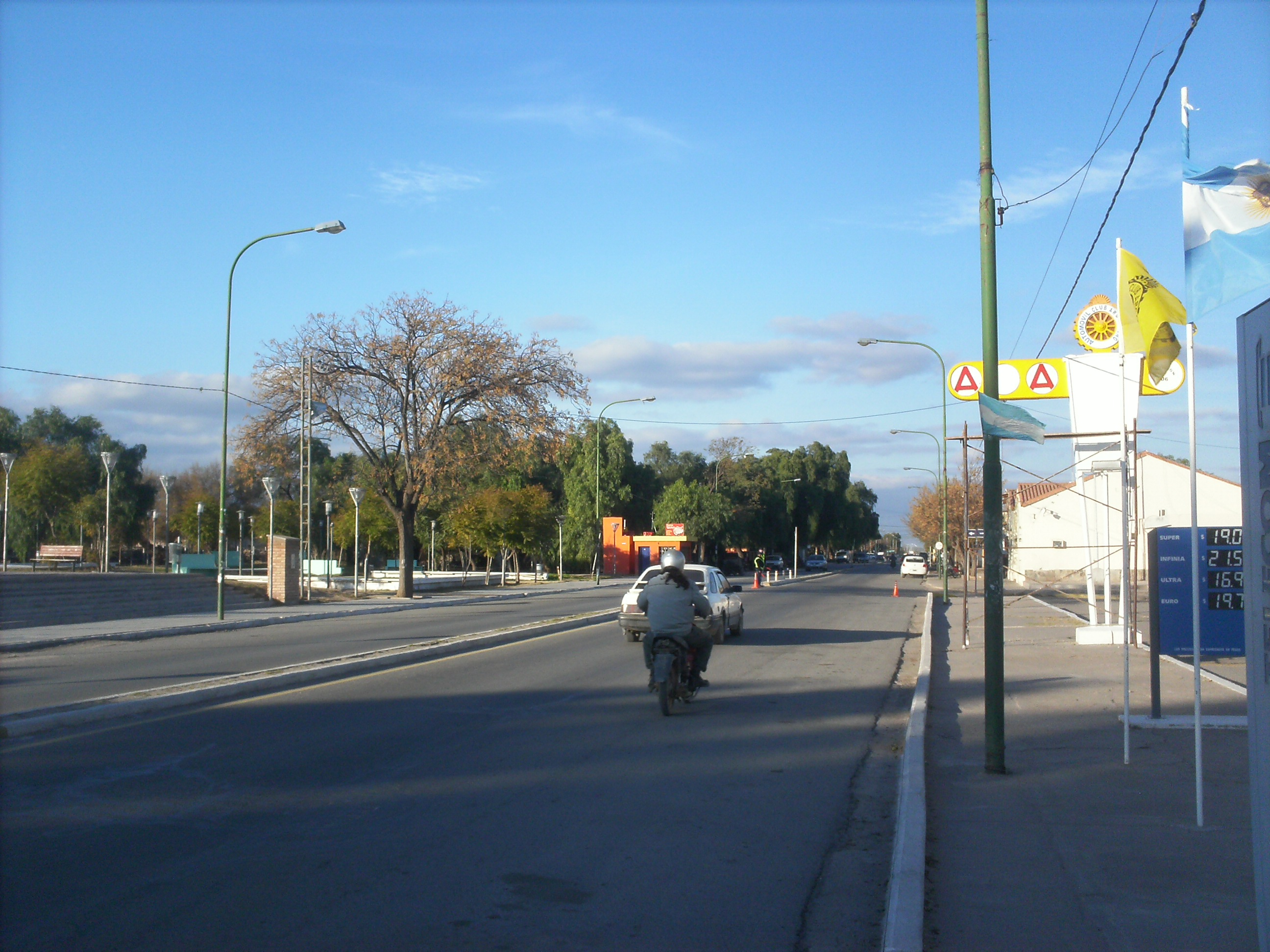
La 141 a su paso por la localidad riojana de Chepes

Recorrido: 82 km (kilómetro 0 a 82).
- Departamento General San Martín: No hay poblaciones.
- Departamento Rosario Vera Peñaloza: Chepes (km 32-34).

### Provincia de San Juan
Recorrido: 122 km (km 82 a 204).

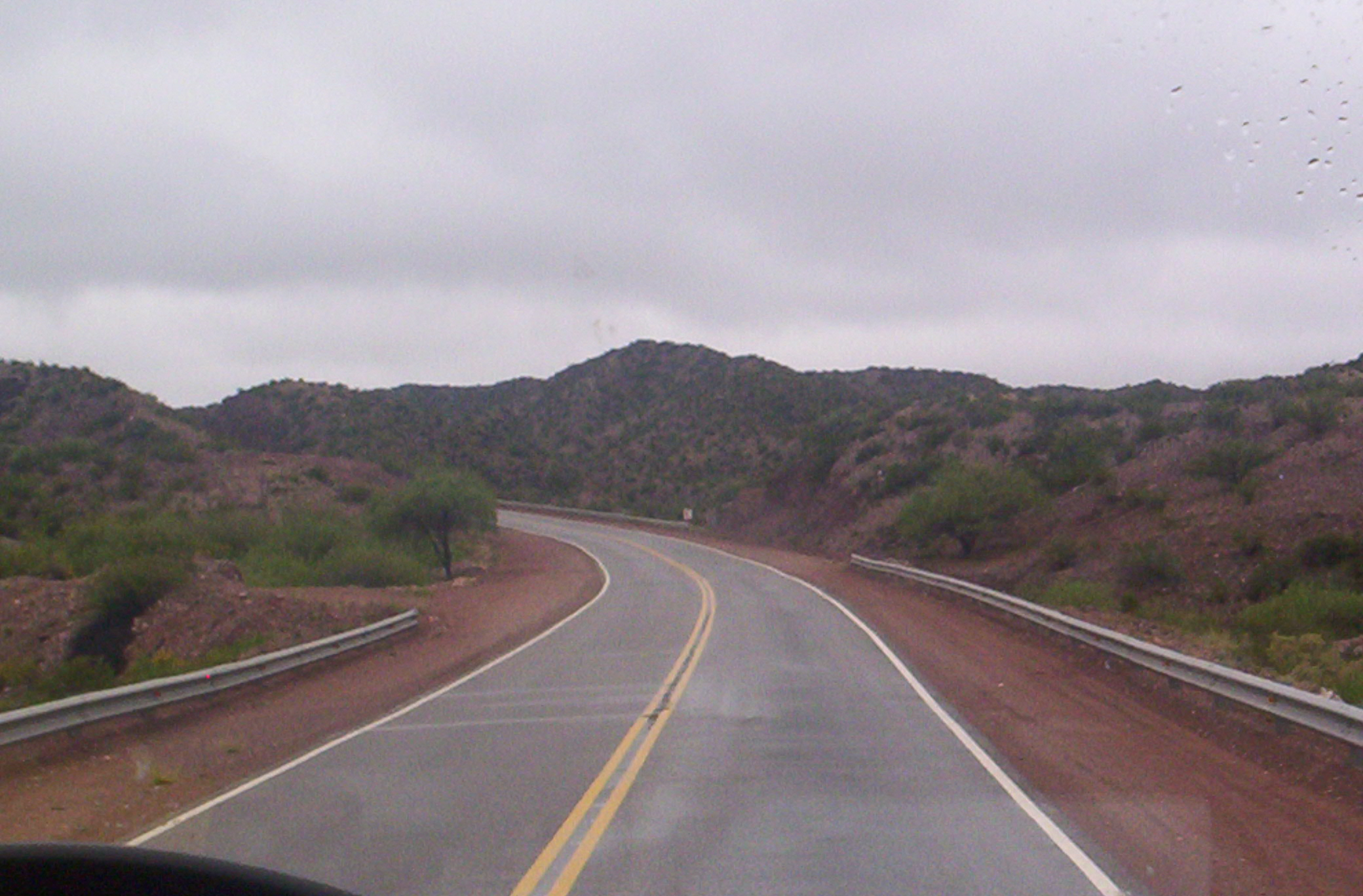
Vista de la ruta antes del empalme con la ruta provincial 510 en la Provincia de San Juan.

- Departamento Caucete: Vallecito (km 179).
- Departamento Veinticinco de Mayo: No hay poblaciones.

## Traza antigua
La antigua Ruta Nacional 141 se extendía desde el límite interprovincial entre San Juan y Mendoza y el empalme con la Ruta Nacional 150 en el pueblo de Las Flores con una longitud de 234 km. En el mapa adjunto esta traza está marcada en verde. El tramo al sur de Calingasta había sido construido en 1906 mientras que el resto de la ruta se construyó en la primera mitad de la década de 1950.
En la primera mitad de la década de 1970, este camino pasó a jurisdicción nacional, volviendo a jurisdicción provincial mediante el Decreto Nacional 1595 del año 1979 cambiando su denominación a Ruta Provincial 412.
En el año 2002 se firmó un convenio entre la Dirección Nacional de Vialidad y las provincias de San Juan para pasar (entre otras rutas) la sección de esta ruta entre el límite interprovincial y Calingasta a la esfera nacional, constituyéndose así la Ruta Nacional 149.